# Іжевська державна медична академія
Іжевська державна медична академія (рос. Ижевская государственная медицинская академия; ИГМА) — медичний вищий навчальний заклад у столиці Удмуртської Республіки місті Іжевську; організований у 1933 році як Іжевський державний медичний інститут, нині головний ВНЗ цього профілю в республіці.

## З історії ВНЗ

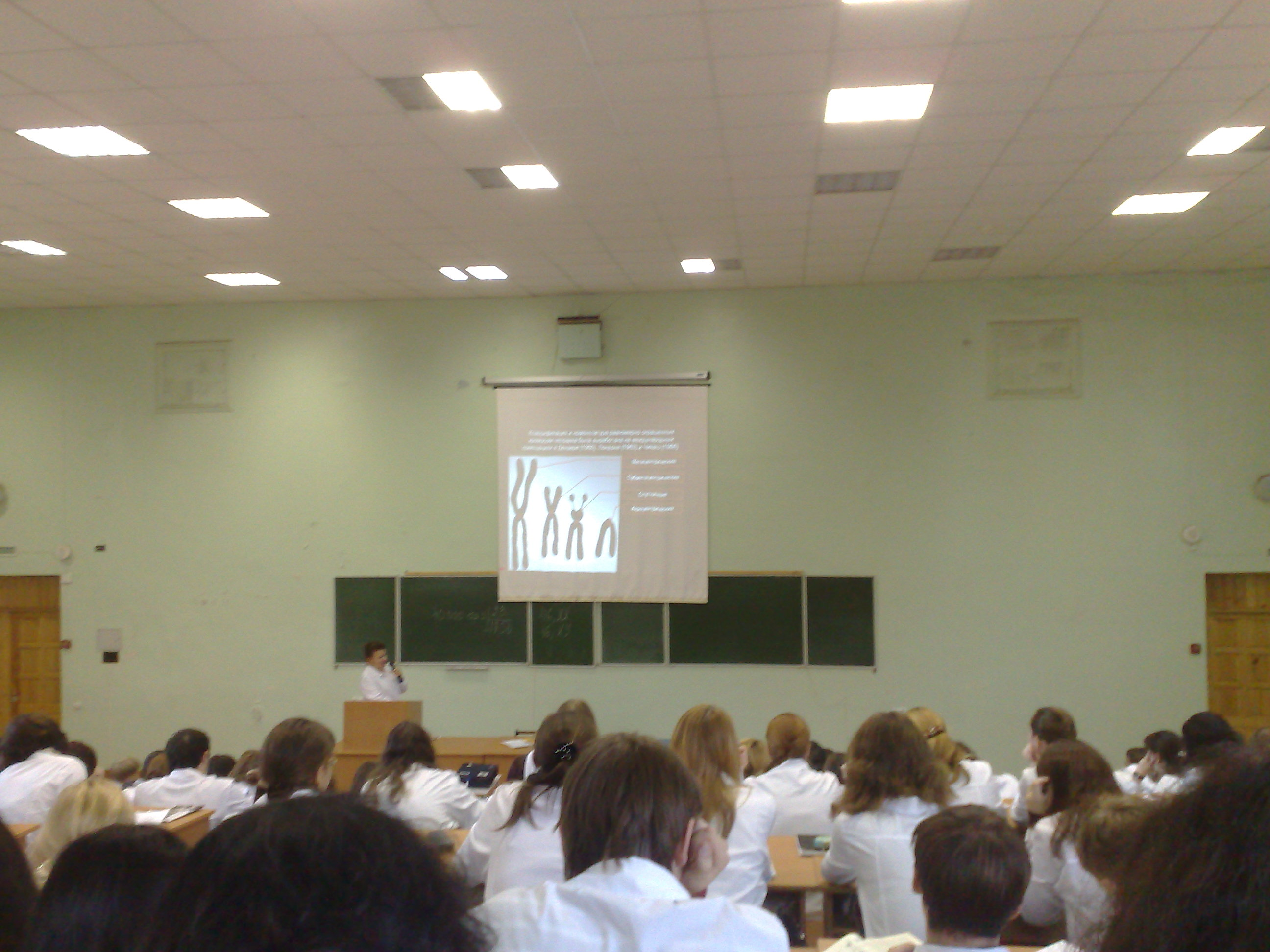
На лекції з біології, жовтень 2008

15 квітня 1933 року згідно з Постановою Ради Народних Комісарів РРФСР був організований Іжевський державний медичний інститут.
У 1975 був відкритий педіатричний факультет інституту, у 1980 — стоматологічний, а 1991 року — факультет удосконалення лікарів.
1995 року ВНЗ перейменований на Іжевську державну медичну академію.
У 1997 році у виші відкритий факультет вищої сестринської освіти. В 1988 році на базі інституту була відкрита екологічна організація Екосоюз.

## Факультети
У складі Іжевської державної медичної академії працюють наступні факультети:
- лікарський (д, в);
- педіатричний;
- стоматологічний;
- вищої сестринської освіти;
- підвищення кваліфікації та професійної перепідготовки.

## Випускники
- Бабурін Василь Васильович (1948) — лікар-невропатолог, організатор охорони здоров'я, заслужений лікар Удмуртії та Росії, народний лікар СРСР
- Сабсай Михайло Іванович (1943) — професор, заслужений працівник охорони здоров'я Удмуртії
- Савельєв Володимир Никифорович (1935) — міністр охорони здоров'я Удмуртської АРСР (1975—1990)
- Лудянський Едуард Аверьяновіч (1954) — лікар-невролог, рефлексо- та апітерапевт, доктор медичних наук